# Großer Anjui
Der Große Anjui (russisch Большой Анюй/Bolschoi Anjui) ist ein 693 Kilometer langer rechter Zufluss der Kolyma in Nordostsibirien jenseits des Polarkreises (Russland, Asien). Kurz vor der Mündung vereinigt sich der Fluss mit dem Kleinen Anjui zum Anjui.

## Verlauf
Der Große Anjui entsteht in knapp 560 m auf dem Anadyr-Plateau aus den etwa 20 bis 30 Kilometer langen Quellflüssen Rechter und Linker Iljukeiwejem (Prawy bzw. Lewy Iljukeiwejem; russisch/tschukschisch Правый/Левый Илюкейвеем). Er durchfließt die Mittelgebirgslandschaft westlich der Halbinsel Tschukotka zunächst in westlicher, später nordwestlicher Richtung entlang des Südwestrandes des Gebirges bis zum Zusammenfluss mit dem Kleinen Anjui zum Anjui am Ostrand des Kolyma-Tieflands. Der Anjui mündet bereits nach acht Kilometern in den Unterlauf der Kolyma. Großer und Kleiner Anjui sind schon gut 15 Kilometer oberhalb (südlich) ihres Zusammenflusses durch einen schmalen Arm verbunden.
Die wichtigsten Nebenflüsse sind Angarka und Kameschkowa von rechts sowie Alutschin, Peschenka und Jarowaja von links.
Der Große Anjui fließt fast im gesamten Verlauf auf dem Territorium des Autonomen Kreises der Tschuktschen, bis er unweit der Mündung den äußersten Nordosten der Republik Sacha (Jakutien) erreicht.

## Hydrographie
Das Einzugsgebiet des Großen Anjui umfasst 57.200 km². Der Fluss ist in Mündungsnähe über 400 Meter breit und zwei Meter tief; die Fließgeschwindigkeit beträgt 0,5 m/s.
Die mittlere Wasserführung beträgt am Messpunkt Konstantinowo, 67 Kilometer oberhalb der Mündung 267 m³/s, bei einem monatlichen Minimum von 2,3 m³/s im März und einem Maximum von 1273 m³/s im Juni.
Der Große Anjui friert für bis zu neun Monate im Jahr zu, von Ende Mai bis Juni führt er Hochwasser.

## Infrastruktur
Der Unterlauf des Großen Anjui ist schiffbar, wird aber nicht für die Binnenschifffahrt genutzt, da das durchflossene Gebiet praktisch unbesiedelt ist. Deshalb fehlt auch jegliche sonstige Infrastruktur.